# ナリマンタス

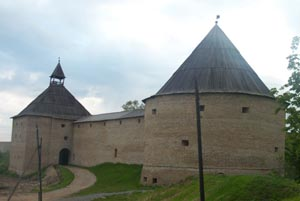
ラドガの要塞

ナリマンタス（Narimantas, 1300年頃 - 1348年2月2日）は、リトアニア大公国の統治者ゲディミナスの2番目の息子。生涯に何度もピンスクとポラツクの支配者を務めた。洗礼名はグレプ（Gleb）。
1333年、ナリマンタスはノヴゴロド共和国の貴族たちに招かれて、ラドガ、オレシェク、コレラなどのノヴゴロド国家の北部領域の統治と警護を任された。ナリマンタスの着任以後、リトアニア人傭兵がノヴゴロド国家の北辺部をスウェーデンの侵略から守る伝統が生まれ、これは1477年にモスクワ国家がノヴゴロド共和国を滅ぼすまで続いた。
1388年頃、ナリマンタスはジョチ・ウルスの捕虜となった。彼の身柄は身代金を支払ったモスクワのイヴァン1世が引き取り、ナリマンタスは数年のあいだ人質としてモスクワに留め置かれた。
ナリマンタスは1345年にアルギルダスとケーストゥティスによって大公位を追われたヤヴーヌティスを支持していた。大公位を奪取した弟アルギルダスたちに殺されるのを避けるため、ナリマンタスは1344年の秋にヴィリニュスを脱出した。ナリマンタスはジョチ・ウルスのハーン、ジャーニー・ベクの許を訪れ、アルギルダスとの戦いを支援してくれるように頼んだ。彼は懇請した支援を得ることは出来なかったが、ハーン家の王女を（第2夫人として）与えられた、と言われる。帰国後、ナリマンタスはアルギルダスと和解したものの、1348年2月2日のドイツ騎士団とのストレヴァの戦いでリトアニア人を率いて戦った際、落命した。ナリマンタスの子孫にはクラーキン家、ゴリツィン家、ホヴァンスキー家、コレツキ家などがある。
ナリマンタスは1333年、ノヴゴロド入りする前後にキリスト教の洗礼を受けてグレプというクリスチャン・ネームを与えられていた。この改宗のために、ナリマンタスは長子順では弟たちより上位にありながら、父から大公位を継げなかったものと考えられている。
ナリマンタスにはアレクサンドラス（Aleksandras Narimantaitis、1386年以後に没、ポジーリャ公）、ユルギス（Jurgis Narimantaitis、1392年没、ベルズ公）、ミカロユス（ピンスク公）、パトリカス（1387年頃に没、スタロドゥーブ公）、シメオナス（1386年以後に没）の5人の息子がいたと伝えられている。ポーランド人の系図学者ユゼフ・プジナは、ナリマンタスの息子たちの母親がタタール人の妻から生まれたという説を強く否定し、息子たちの母親は彼らの名前から推察すればルーシ人の正教徒貴族の娘だと主張している。